# Lakshmi Sahgal
Lakshmi Sahgal (pronúnciaⓘ) (nascida Lakshmi Swaminathan) (Malabar, 24 de outubro de 1914 - Kanpur, 23 de julho de 2012) foi uma revolucionária no movimento de independência da Índia, oficial da Marinha indiana e ministra para assuntos das mulheres no governo de Azad Hind. Lakshmi é mencionada na Índia como "Capitã Lakshmi", referente ao seu posto quando foi feita prisioneira em Burma, durante a Segunda Guerra Mundial.

## Biografia
Nascida em Malabar, com o nome de Lakshmi Swaminathan, em 24 de outubro de 1914. Seu pai, S. Swaminathan, era advogado da área criminal na corte de Madras e sua mãe, A.V. Ammukutty, conhecida como Ammu Swaminathan, era assistente social e ativista, vinda de uma família aristocrática bastante respeitada, conhecida como Família Vadakkath, de Anakkara, no estado Kerala.
Lakshmi estudou medicina e obteve o bacharelado em medicina e cirurgia da Faculdade de Medicina de Madras, em 1938. Um ano depois, recebeu o bacharelado em ginecologia e obstetrícia. Ela trabalhou para o Hospital Federal Kasturba Gandhi, em Chennai.
Em 1940, ela partiu para Singapura, após seu casamento fracassado com o piloto P.K.N. Rao. Em sua estada na cidade, ela conheceu alguns membros do Exército Nacional da Índia, sob o comando de Subhas Chandra Bose. Abriu também uma clínica para pessoas opbres e sem dinheiro, a maioria migrantes do interior e começou a ter um papel de destaque na liga de independência indiana.
Lakshmi se casou com Prem Sehgal, em março de 1947, em Lahore. O casal passou a morar em Kanpur, onde ela abriu um consultório e auxiliou refugiados que chegavam em grande volume depois da Partição da Índia. O casal teve duas filhas, Subhashini Ali e Anisa Puri. Subhashini foi uma importante política e ativista no país. 

## Azad Hind Fauj

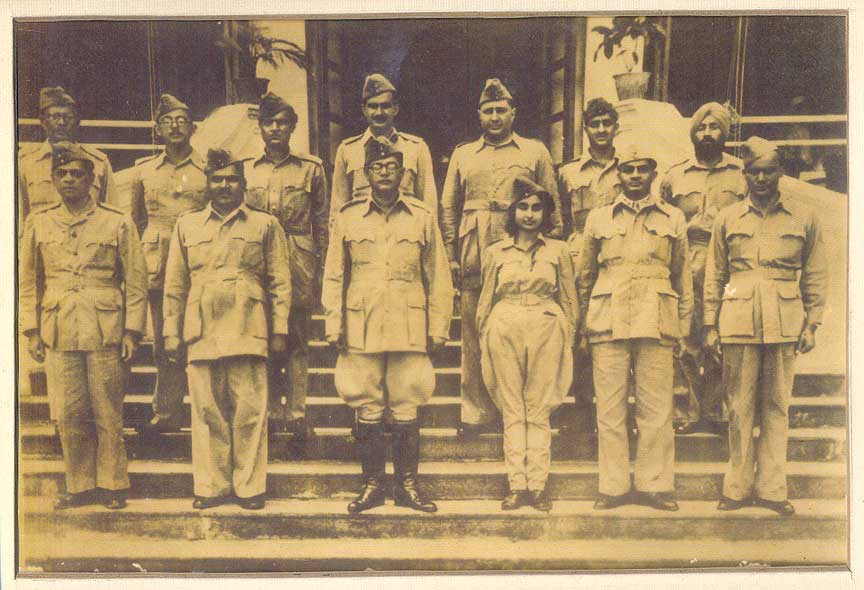
Netaji Subhas, Chandra Bose e membros do Azad Hind Fauj

Em 1942, durante a queda da cidade, na Batalha de Singapura, para os japoneses, Lakshmi cuidou de prisioneiros de guerra feridos, muitos deles interessados em formar um exército de libertação nacional. Singapura nessa época teve muitos nacionalistas indianos a trabalho, que formaram um conselho para discutir a situação da Índia. Eles viriam a formar o Azad Hind Fauj, ou Exército Nacional da Índia, muitas vezes conhecido apenas como Azad Hind (Índia Livre). O movimento não foi bem recebido pelas forças japonesas de ocupação, pela participação da Índia na guerra. 
Foi com esse cenário que Subhas Chandra Bose chegou a Singapura em 2 de julho de 1943. Nos dias seguintes, em todas as suas reuniões públicas, Bose falou de sua determinação em criar um regimento feminino que "lutaria pela independência indiana e a tornaria completa". Lakshmi soube que Bose procurava mulheres para formar uma organização e solicitou uma reunião com ele, da qual ela emergiu como comandante do regimento, que se chamaria Regimento Rani de Jhansi", tendo sido Rani uma rainha do estado de Jahnsi, no norte da Índia, uma das líderes da rebelião de 1857 e símbolo da resistência contra a dominação britânica.
Azad Hind marchou para Burma com o exército imperial japonês em dezembro de 1944, mas em março de 1945, com o andar da guerra se virando contra eles, os líderes do Azad Hind decidiram bater em retirada antes de entrar em Imphal. A capitã Lakshmi foi presa pelo exército britânico em maio de 1945, sendo mantida em Burma até março do ano seguinte, quando foi enviada de volta para a Índia. Na época, aconteciam os julgamentos dos membros do Azad Hind, em Delhi, que fez crescer o descontentamento da população com a dominação colonial.

## Últimos anos
Em 1971, Lakshmi se filiou ao Partico Comunista da Índia, representando o partido na Rajya Sabha, câmara alta do Parlamento da Índia. Durante Guerra de Independência de Bangladesh, ela organizou campos de assistência e ajuda médica em Calcutá para refugiados que chegavam à Índia, vindos de Bangladesh. Lakshmi foi uma das fundadoras da Associação Democrática para Mulheres da Índia, em 1981, e liderou campanhas e iniciativas junto à população feminina. Liderou uma equipe médica até Bopal, no desastre com o gás em dezembro de 1984. Auxiliou na retomada da paz em Kanpur, depois das revoltas anti-Sikhs de 1984 e foi presa por sua participação na campanha contra a realização do Miss Universo, em Bangalore, em 1996. Aos 92 anos, em 2006, ela ainda atendia pacientes em sua clínica, em Kanpur. 

## Morte
Em 19 de julho de 2012, Lakshmi teve um ataque cardíaco e morreu em 23 de julho de 2012, aos 97 anos, em Kanpur. Seu corpo foi doado para a Faculdade de Medicina de Kanpur, para auxiliar nas pesquisas. 

## Prêmios
Em 1998, Lakshmi Sahgal foi agraciada com o prêmio Padma Vibhushan, pelo presidente K. R. Narayanan.

## Links
- Lakshmi Sehgal: uma vida de luta e sacrifícios - por Sambhavika Sharma
- Entrevista em 2002
- As Pioneiras: Dra. Lakshmi Sehgal
- Indian Express Entrevista: apesar das diferenças, Índia é uma: Laxmi Sehgal
- Lutadora pela liberdade, capitã Lakshmi Sahgal morre, NDTV
- Captain Lakshmi, The Economist, 4 de agosto de 2012